# Strauss' Enchantement Waltz
Strauss' Enchantement Waltz är en vals utan opustal av Johann Strauss den yngre. Ort och datum för första framförandet är okänt.

## Historia
1872 engagerades Johann Strauss som dirigent till "Världsfredsjubileet" och "Internationella Musikfestivalen" i Boston i juni och juni. Av alla verk som Strauss antas ha komponerat för resan till Amerika har valsen Strauss' Enchantement Waltz vållat forskarna mest problem. Den avviker så markant från Strauss övriga "Amerikanska valser" i fråga om kvalitet att äktheten har ifrågasatts. Stycket uppvisar heller inte upp de kännetecken som kompositören hade vid tiden. De fakta som är kända är följande:
Den amerikanske förlaget "George Willis & Co." verkar inte ha registrerat Strauss' Enchantement Waltz hos USA:s kongressbibliotek förrän 1875, tre år efter Strauss besök. (I USA etablerades inte upphovsrättsregistrering för musikverk förrän i slutet av 1870-talet.) Valsen kan ha publicerats tidigare: Manhattan-Waltzes publicerades sommaren 1872 men registrerades inte förrän 1873. Om valsen publicerades 1872 eller 1873 kan man fråga sig varför registreringen dröjde. Trots massiv pressbevakning i Boston har inget framförande hittats av Strauss' Enchantement Waltz. Valserna som Johann Strauss komponerade, eller arrangerade, i USA faller inom två kategorier: pastischverk - såsom Jubilee-Waltz, Sounds from Boston Waltzes och Farewell to America Waltz, sammanställda från tidigare, publicerade valser; och valser som helt bygger på originalteman. Strauss' Enchantement Waltz tillhör den senare kategorin och tillsammans med Strauss' Engagement Waltzes, Strauss' Autograph Waltzes och Strauss' Centennial Waltzes representerar de det bästa av Strauss kompositioner från USA.
Klaverutdraget av Strauss' Enchantement Waltz hittades i kongressbiblioteket hösten 1983 av Dann Chamberlin, en amerikansk medlem av "The Johann Strauss Society of Great Britain" och analyserades senare av en annan medlem, Norman Godel som publicerade sina resultat i sällskapets tidskrift "Tritsch-Tratsch" (Nr 56, 1988). Godel hyser allvarliga tvivel om valsens äkthet: alltför många teman slutar med oinspirerande slut. En jämförelse mellan slutet av teman 2A och 3B, och de mellan 1A, 1B, 2B, 4A och 5B, får Godel att konstatera: "Denna repetition av likadana slut i flera av de bra temana tenderar att bli monotont till gränsen av irriterande". Efter att ha studerat flertal exempel på slut i andra valser av Strauss finner Godel att de mesta sluten i Strauss' Enchantement Waltz "måste anses som otypiskt för en Straussvals".
Verket kan vara en skapelse av Isaac Strauss (1806-88), en fransk kompositör vars verk ibland bär signaturen "Strauss" eller "J. Strauss". Antagandet stärks av det faktum att en volym av Johann Strauss verk publicerad i USA 1872 faktiskt inkluderar verket Orpheus-Quadrille av Isaac Strauss. Å andra sidan är inte någon vals med titeln "Enchantement" (eller andra översättningar) listad i Isaac Strauss verklista i boken "Universal-Handbuch der Musikliteratur", sammansatt av Franz Pazdirek och J.P. Gotthard (Wien, 1904-10).
I avsaknad av publicerat orkestermaterial för valsen förberedde den amerikanska musikforskaren Jerome D. Cohen ett arrangemang utifrån klaverutdraget för inspelningen på skivmärket "Marco Polo". Han har även försökt förstärka de "Strausska" elementen i verket genom små harmoniska och melodiska ändringar i huvuddelen och slutet.

### Strauss "amerikanska" valser
- Walzer-Bouquet No 1 (Fram till slutet identisk med Manhattan-Waltzes)
- Jubilee-Waltz
- Strauss' Autograph Waltzes *
- Strauss' Engagement Waltzes *
- Strauss' Centennial Waltzes *
- Strauss' Enchantement Waltz *
- Colliseum Waltzes*
- Farewell to America Waltz*
- Greeting to America Waltz*
- New York Herald Waltz
- Sounds from Boston Waltzes*
- Manhattan-Waltzes (Fram till slutet identisk med Walzer-Bouquet No 1)
- *= Upphovsmannaskap av Strauss är tveksamt.

## Om verket
Speltiden är ca 8 minuter och 6 sekunder plus minus några sekunder beroende på dirigentens musikaliska tolkning.